# Биштиряк
Биштиря́к (баш. Биштирәк) — деревня в Зианчуринском районе Республики Башкортостан Российской Федерации. Входит в состав  Баишевского сельсовета.

## География

### Географическое положение
Расстояние до:
- районного центра (Исянгулово): 116 км,
- центра сельсовета (Баишево): 33 км,
- ближайшей ж/д станции (Кувандык): 95 км.

## История
Закон Республики Башкортостан «Об изменениях в административно-территориальном устройстве Республики Башкортостан, изменениях границ и преобразованиях муниципальных образований в Республике Башкортостан», ст. 1, п.197 (часть сто девяносто седьмая введена Законом РБ от 06.11.2007 г. № 480-з) гласит:

197. Изменить границы Казанбулакского и Баишевского сельсоветов Зианчуринского района согласно представленной схематической карте, передав деревню Биштиряк Казанбулакского сельсовета в состав территории Баишевского сельсовета. 
— gsrb.ru/MainLeftMenu/ZakonoTvorch/Zakoni/125-2004.php

## Население
| 1939 | 1959 | 1970 | 1979 | 1989 | 2002 | 2009 |
| ---- | ---- | ---- | ---- | ---- | ---- | ---- |
| 131  | ↗284 | ↘283 | ↘228 | ↘210 | ↗221 | ↗226 |
| 2010 |      |      |      |      |      |      |
| ↘197 |      |      |      |      |      |      |

Национальный состав
Согласно переписи 2002 года, преобладающая национальность — башкиры (98 %).